# Mylodontidae
I milodontidi (Mylodontidae) sono una famiglia di bradipi terricoli estinti, vissuti tra il Miocene inferiore e il Pleistocene superiore (da 23 milioni di anni fa a circa 11.000 anni fa). 

## Descrizione
Questi animali, generalmente di grandi dimensioni, possedevano un corpo massiccio come gran parte dei bradipi terricoli. Rispetto ad altre famiglie come i megateriidi (Megatheriidae) e i megalonichidi (Megalonychidae), i milodontidi possedevano diverse caratteristiche nel cranio e nella dentatura. Le zampe erano robuste e munite di unghioni ritorti. 

## Classificazione
I milodontidi rappresentano la seconda importante radiazione evolutiva di bradipi terricoli, insieme a famiglie affini come quelle degli scelidoteriidi (Scelidotheriidae, a volte considerata una sottofamiglia dei milodontidi) e degli orofodontidi (Orophodontidae). Si svilupparono in Sudamerica, che nel Miocene era distaccata dal Nordamerica, ma alla fine del periodo sono note alcune forme nel continente settentrionale; queste forme (ad esempio Thinobadistes) giunsero probabilmente sfruttando catene di isole tra i due continenti. Tra le forme più note sono da ricordare Mylodon, Paramylodon, Glossotherium e Lestodon.

## Stile di vita
La scoperta di alcuni fossili di milodontidi in alcune caverne in cui sono stati rinvenuti resti umani, ha indotto alcuni ricercatori a teorizzare che i primi uomini avessero utilizzato le caverne per intrappolare giovani milodonti fino a quando questi non avessero raggiunto una taglia gigantesca, per poi abbatterli. Alcune datazioni al radiocarbonio, tuttavia, non supportano questa teorica occupazione simultanea del sito da parte di uomini e bradipi. In ogni caso, sono stati ritrovati numerosi resti subfossili di questi bradipi, tra cui coproliti, pelle e pelo in discrete quantità.

## Tassonomia
FAMIGLIA †MYLODONTIDAE Gill, 1872
- Urumacotherium
- Pseudoprepotherium
- Mirandabradys
- Sottofamiglia Lestodontinae
  - Tribù Lestodontini
    - Bolivartherium
    - Lestodon
    - Thinobadistes
    - Sphenotherus

  - Tribù Glossotheriini
    - Ranculcus
    - Glossotherium
    - Paramylodon
    - Mylodonopsis
- Sottofamiglia Mylodontinae
  - Glossotheriopsis
  - Promylodon
  - Strabsodon
  - Megabradys
  - Pleurolestodon
  - Mylodon
- Sottofamiglia Scelidotheriinae
  - Chubutherium
  - Scelidotheriops
  - Analcitherium
  - Nematherium
  - Neonematherium
  - Scelidotherium
  - Catonyx
  - Proscelidodon
  - Scelidodon